# دراسة الحالات والشواهد

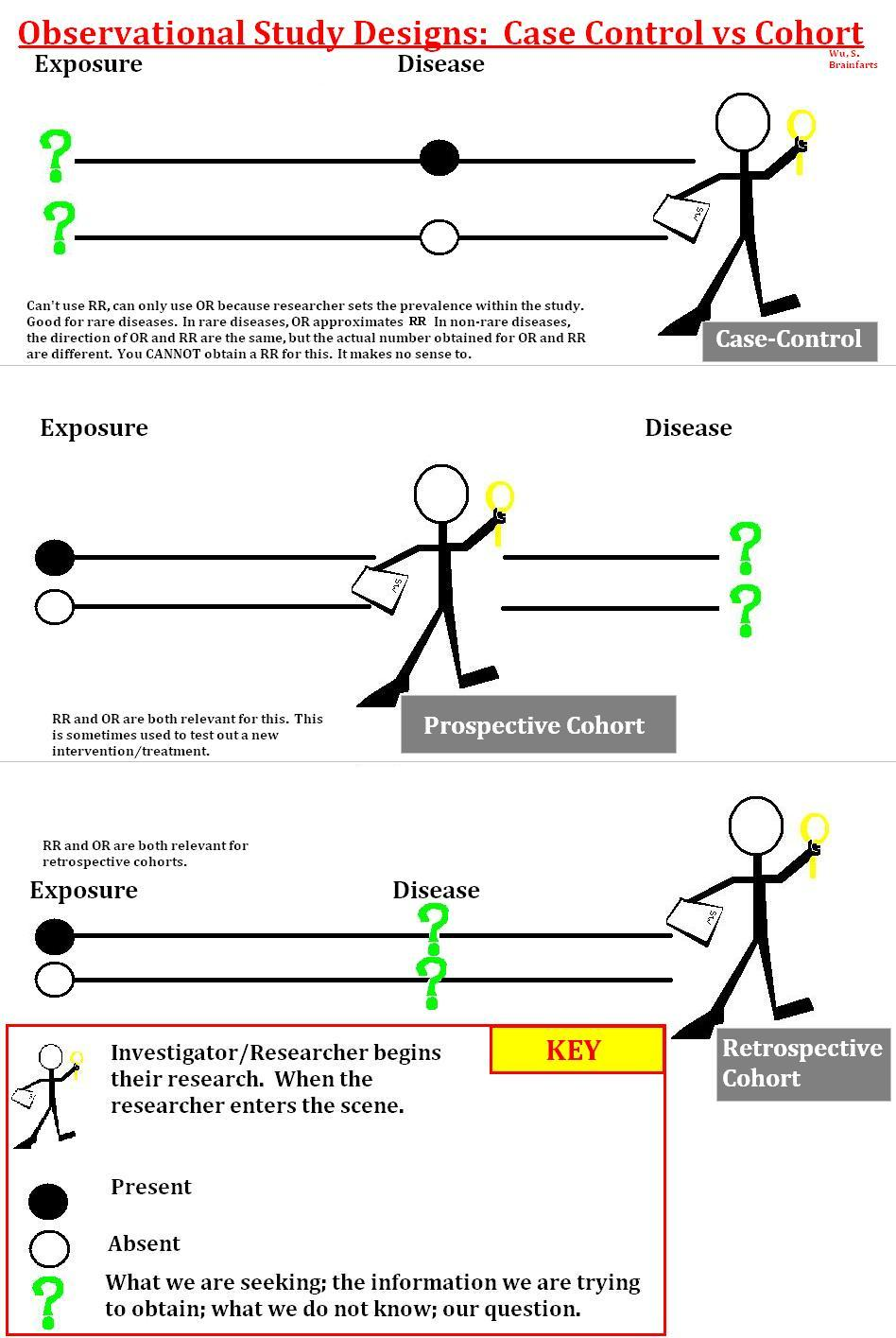

دراسة الحالات والشواهد تُدعَى أيضًا بدراسة الحالة والمرجع (بالإنجليزية: Case-Control Study)‏ هي نوع من الدراسات الرصدية (الدراسة بالملاحظة) تُحدَّد فيها مجموعتان موجودتان تختلفان بالنتائج وتقارنان بناء على بعض السمات السببية المُفترضَة. تُستخدَم دراسات الحالات والشواهد لتحديد عوامل قد تساهم في حدوث حالة طبية وذلك من خلال مقارنة المشاركين في التجربة الذين يكونون مصابين بهذه (الحالة/المرض) (يسمون مجموعة الحالات) مع مشاركين غير مصابين بهذه (الحالة/المرض) لكنهم متشابهين في كل ما عدا ذلك (يسمون مجموعة الشواهد). تتطلب هذه الدراسات موارد أقل، لكنها تعطي دليلًا أضعف على التداخل السببي من التجربة المنضبطة المعشاة. نحصل من دراسة الحالات والشواهد فقط على نسبة الأرجحية وهو مقياس أدنى لقوة الارتباط بالمقارنة مع الخطر النسبي.

## التعريف
دراسة الحالات والشواهد هي نوع من الدراسة الرصدية الوبائية. الدراسة الرصدية هي دراسة لا يجري فيها اختيار المشاركون في التجربة بشكل عشوائي وفق مجموعات مُعرَّضة ومجموعات غير مُعرَّضة بل يُراقَب المشاركون من أجل تحديد كل من تعرضهم والنتيجة، وبالتالي لا يُحدِّد الباحث حالة التعرض.
يُعرِّف قاموس بورتا للوبائيات دراسة الحالات والشواهد بأنها: دراسة رصدية وبائية لأشخاص مصابين بالمرض (أو أي متغير آخر متعلق بالنتيجة) المدروس ومجموعة شاهد مناسبة من الأشخاص غير المصابين بالمرض (مجموعة مقارنة، مجموعة مرجعية). تُفحَص العلاقة المحتملة بين سمة أو عامل خطر مُشتبَه به والمرض من خلال المقارنة بين المشاركين المصابين وغير المصابين بهذا المرض فيما يتعلق بمقدار وجود هذا العامل أو السمة لديهم (أو –في حال كانت الدراسة كميّة- مستويات السمة) في كل من المجموعتين (المصابة وغير المصابة بالمرض).
على سبيل المثال، في دراسة تحاول إظهار أن المدخنين (السمة) أكثر عرضة لأن يشخصوا بسرطان الرئة (النتيجة)، سيكون الحالات هم المصابون بسرطان الرئة، والشواهد هم غير المصابون بسرطان الرئة (ليس من الضروري أن يكونوا أصحاء)، وسيكون بعض الأشخاص من كلا المجموعتين مدخنين. إن كانت نسبة المدخنين من الحالات أكبر من نسبتهم من الشواهد، هذا يشير إلى –لكنه لا يظهر بشكل قاطع- أن الفرضية صحيحة.
تختلف دراسات الحالات والشواهد عن الدراسات الحشدية (دراسات التعرض) التي يُراقَب فيها مشاركون معرضون وغير معرضون حتى تحدث النتيجة المدروسة لديهم.

### اختيار مجموعة الشاهد
رغم أنه ليس بالضرورة أن يكون الشواهد بصحة جيدة، إلا أن وجود مرضى بينهم يكون مناسب أحيانًا لأن مجموعة الشاهد يجب أن تمثل أولئك المعرضين لخطر أن يصبحوا حالات. يجب أن يجري اختيار الشواهد من نفس الجمهور الذي جرى منه اختيار الحالات، ويجب أن يكون اختيارهم مستقلًا عن التعرضات المدروسة.
قد يكون الشواهد مصابون بنفس المرض الموجود لدى مجموعة التجربة، لكن من درجة/ شدة مختلفة، وبالتالي يكونون مختلفين عن النتيجة المدروسة. على أي حال، لأن الاختلاف بين الحالات والشواهد سيكون أقل، تكون هذه النتائج ذات قدرة أقل على كشف تأُثير التعرض.
كما هو الحال في أي دراسة وبائية، كلما زادت أعداد المشاركين في الدراسة ستزيد قوة الدراسة. ليس بالضرورة أن تكون أعداد الحالات والشواهد متساوية. في الكثير من المواقف، يكون توظيف شواهد أسهل بكثير من إيجاد حالات. زيادة عدد الشواهد عن عدد الحالات حتى نسبة نحو 4 إلى 1 قد يكون طريقة فعالة اقتصاديًا لتحسين الدراسة.

### الدراسات الحشدية التقدمية (المستقبلية) مقابل الدراسات الحشدية الرجعية[6]
تراقب الدراسة التقدمية النتائج -مثل تطور المرض- خلال فترة الدراسة وتنسب ذلك إلى عوامل أخرى مثل عامل (أو عوامل) حماية أو خطر مُشتبَه به. تتضمن الدراسة عادة أخذ حشد من المشاركين ومراقبتهم على مدى فترة طويلة. يجب أن تكون النتيجة المدروسة شائعة، وإلا فسيكون عدد النتائج المُراقبَة صغيرًا جدًا ليكون ذا معنى إحصائيًا (مميزًا عن تلك التي قد تحدث بمحض الصدفة). يجب أن تُبذَل كل الجهود لتجنب مصادر الانحياز مثل فقدان الأفراد للمتابعة خلال الدراسة. قد يكون للدراسات التقدمية عادة مصادر محتملة أقل للانحياز والتفنيد من الدراسات الرجعية.
بالمقابل، تنظر الدراسة الرجعية إلى الوراء وتفحص التعرضات لعوامل الحماية أو الخطر المتعلقة بنتيجة ما حُدِّدت في بداية الدراسة. كانت العديد من دراسات الحالات والشواهد القيّمة - مثل استقصاء ليم وكليبون عام 1926 لعوامل خطر سرطان الثدي- عبارة عن استقصاءات رجعية. تكون أغلب مصادر الخطأ الناجمة عن التفنيد والانحياز أشيع في الدراسات الرجعية من الدراسات التقدمية. لهذا السبب، غالبًا ما تُنتقَد الاستقصاءات الرجعية. إن كانت النتيجة المدروسة غير شائعة، على أي حال، غالبًا ما يكون حجم الاستقصاء التقدمي المطلوب لتقدير الخطر النسبي أكبر من القدرة على التنفيذ. في الدراسات الرجعية، تعطي نسبة الأرجحية تقديرًا للخطر النسبي. يجب أن يكون المرء حذرًا ليتجنب مصادر الانحياز والتفنيد في الدراسات الرجعية.

## نقاط القوة والضعف
دراسات الحالات والشواهد غير مكلفة نسبيًا، وتستخدم عادة نوع من الدراسة الوبائيات يمكن أن يُنفِّذها فريق صغير أو باحثون بمفردهم في منشآت مفردة بطريقة غالبًا لا يمكن بها تنفيذ دراسة أكثر تنظيمًا. مهدت هذه الدراسات الطريق لعدد من الاكتشافات والتقدمات المهمة. يُستخدَم تصميم دراسة الحالات والشواهد في دراسة الأمراض النادرة أو كدراسة تمهيدية لا يكون فيها سوى القليل معروفًا عن الارتباط بين عامل الخطر والمرض المدروس.
بالمقارنة مع الدراسات الحشدية التقدمية، تميل دراسات الحالات والشواهد لتكون أقل كلفة وأقصر مدة. في عدة مواقف، تكون لها قوة إحصائية أكبر من الدراسات الحشدية والتي غالبًا يجب أن تنتظر تراكم عدد كافٍ من الأحداث المرضية.
تكون دراسات الحالات والشواهد رصدية بطبيعتها، ولذلك فهي لا تعطي نفس مستوى الدليل الذي تعطيه الدراسات المنضبطة المعشاة. قد تُفنَّد النتائج بعوامل أخرى إلى درجة إعطاء الإجابة المعاكسة لدراسات أفضل. استنتج التحليل البعدي لما اعتبِر 30 دراسة عالية الجودة أن استخدام منتج ما قد خفض الخطر إلى النصف بينما في الحقيقة كان الخطر في ازدياد. قد يكون وضع خط زمني للتعرض لنتيجة المرض في بيئة دراسة الحالات والشواهد أصعب مما هو عليه الحال في تصميم دراسة حشدية تقدمية يكون فيها التعرض مُؤكَدًا قبل متابعة المشاركين بمرور الوقت من أجل تأكيد نتيجتهم. تتعلق أهم سلبية لدراسة الحالات والشواهد بصعوبة الحصول على معلومات موثوقة حول تعرض الفرد مع مرور الوقت. لذلك توضع دراسات الحالات والشواهد في مكان منخفض ضمن التسلسل الهرمي لقوة الأدلة العلمية.